# هودن توربو
هَودِن توربو یک شرکت مهندسی آلمانی است که در فرانکنتال (فالتز) مستقر است. این شرکت پس از آن شکل گرفت که شرکت کُلفَکس، شرکت زیمنس توربو مشینری را از شرکت زیمنس در اکتبر ۲۰۱۷ به مبلغ ۱۹۵ میلیون یورو خریداری کرد. این شرکت توسط شرکت زیمنس به دست گرفته‌شد و تا سال ۲۰۱۷ نام زیمنس توربو مشینری اکوئیپمنت (STE) را داشت. شرکت هودن توربو از طریق فروش به شرکت کلفکس و هودن تغییر نام داد.